# Андреја Миленковић
Андреја Миленковић (Лесковац, 1. фебруар 1923 — Београд, 25. март 2005) био је српски и југословенски сликар и графичар.

## Биографија
Миленковић је основну и средњу школу завршио у Пироту. Матурирао је у Белој Паланци 1942. године. Студирао је Економски факултет и Академију примењених уметности у Београду 1954. године.
Радио је почев од 1958. године до 1979. у Бироу за поштанске марке на изради ликовних решења за поштанске марке са око 700 радова. Његов опус у креацијама поштанских маркица је репродукован у преко шест милијарди примерака. Дизајнирао је новчаницу од 1000 динара која је била у оптицају 1975-1989 године.
Миленковић се бавио и минијатурним сликарством. У таквом сликарству се посветио мртвој природи.
Имао је изложбе у градовима: Пирот, Београд, Нови Сад, Сарајево, Херцег Нови; као и у земљама: Бугарска, Италија, Грчка, Аустрија, Француска, Америка.
Сликарски стил му је био реалистички са интимистичким поимањем мотива. Био је редовни учесник Мајских изложби уметника Пирота и сарадник Музеја Понишавље те је Музеју помагао у израдама дизајна за каталоге.
Добитник је многих награда и признања: Седмојулска награда 1959. године, Годишња награда УЛУС-а 1963. године, Златна плакета Форма 64 Нови Сад 1964. године, награда Најлепша марка на свету 1968. године, трећа, четврта и осма награда на Међународном салону у Паризу 1969. године, Годишња награда УЛУПУДС-а 1973. године, спомен плакета града Београда 1974. године, Годишња јубиларна награда УЛУПУДС-а 1978. године.
Миленковић је био члан, а једно време и председник, Удружења ликовних уметника примењених уметности и дизајнера Србије у периоду од 1960. до 1964. године.
Био је почасни члан Удружења Пироћанаца у Београду.